# 東京都交通局2500形電車
東京都交通局2500形電車（とうきょうとこうつうきょく2500がたでんしゃ）は、1958年（昭和33年）に登場した東京都交通局の路面電車車両である。

## 概要
1,067 mm軌間の杉並線用として、杉並線に残存していた木造の旧2000形の改造名義で製造された12 m級の中型低床ボギー車である。前年まで製造されていた8000形と同様、軽量化と耐用年数を抑えて製造コストを削減する設計だが、この方針をさらに徹底してバス車体の工法を採用した。2501 - 2508の8両が製造され、これにより都電に最後まで残っていた木造車が全廃された。
杉並線廃止後は、2000形と同様1,372 mm軌間に改造され、早稲田営業所で1968年（昭和43年）まで使用された。

## 構造と性能
車体は全面的にバス車体の工法と部品を使用したもので、そのことは、側面の窓が上段Hゴム固定窓・下段上昇式の窓（いわゆる「バス窓」）に良く現れている。その他、外板は重ね合せのリベット留めであったことなど、この時代のバス車体と同一の特徴を持っている。ベンチレーターや前後のバンパーにもバス用の部品を使用している。
主要寸法は2000形とほぼ同一で、車体の前後が絞られているのも同じだが、自重は3 tほど軽量化されている。また、杉並線用としてははじめて前中扉の配置を採用した。
前面は2000形の最終グループと同様に、中央窓がHゴム固定の3枚窓だが、窓より上が後方に傾斜しているのは、同時代のバスにも見られたデザインである。
台車は種車のD-10Nの枕ばねをエリゴばねに改造したものを使用した。集電装置は7000形の最終グループと同様にZパンタを採用している。他の形式がすぐにビューゲルに交換されたのに対して、2500形では改軌後までZパンタが使用されていた。速度制御は直接式で、性能も従来通りであり、特に目新しい点はない。

### 2501・2502
1958年（昭和33年）に東京都交通局の芝浦工場で製造された。この2両は軽量化のため側面に2本の補強リブ付きの鋼板を使用していた。

### 2503 - 2508
1959年（昭和34年）に富士重工で6両が追加製造された。局工場製との違いは、側面の補強リブがなくなり、外板の継目が増えた程度である。

## 配置と運用
製造時は1,067 mm軌間の杉並線（14系統・新宿駅前 - 荻窪駅前）専用車であった。1963年（昭和38年）12月の杉並線廃止後は、2000形と同様1,372 mm軌間に改造されたが、1964年（昭和39年）4月まで休車状態で荒川営業所で保管されていた。
復活後は、そのまま荒川営業所の所属で27・32系統（現、荒川線）に使用された。この時代にZパンタはビューゲルに交換されている。その後事故で廃車となった2503を除く7両が早稲田営業所に転属し、15系統（高田馬場駅前 - 茅場町）で運用され、1968年9月の早稲田営業所と15・39系統の廃止により全車が廃車となった。

## 同時代のバス車体工法の鉄道車両
2500形が登場した時代、建造費の低減と軽量化を目的として路面電車車両やレールバスでバス車体の工法を採用する車両が製造された。

### 富士重工製レールバス
地方のローカル私鉄向けにレールバスを開発した。車体は完全にバス車体の工法と部品を使用している。製造は下記の3両のみに終わったが、1982年（昭和57年）に第三セクター向けのLE-Carとして復活した。
羽幌炭礦鉄道 キハ11
2500形と同じ、1959年に製造された私鉄向けレールバスの最初の車両である。国鉄のレールバス同様、収容力が小さすぎたためキハ22の導入により1966年（昭和41年）には廃車となった。
南部縦貫鉄道 キハ101・102
南部縦貫鉄道開業に際して1962年（昭和37年）に製造され、1997年（平成9年）の鉄道休止まで主力車として使用された。

### ナニワ工機製路面電車
呉市交通局・伊予鉄道市内線向けに、バス車体の工法を取入れた軽量車体の路面電車を製造した。外板がリベット止めであること、側面板に補強リブ入りの薄鋼板を使用していることなども同じで、前面の形状も都電2500形と似ているが、窓周りの構造などは鉄道車両らしいものになっている。
呉市交通局1000形 1001 - 1003
1959年（昭和34年）に製造された。呉市電廃止に先立つ1967年（昭和42年）春に伊予鉄道松山市内線へ譲渡され、1968年（昭和43年）1月よりモハ50形1001 - 1003として就役した。制御器の改造や冷房化などが行われ、最後まで残った1001は2004年（平成16年）まで使用された。
伊予鉄道モハ50形 62 - 64
1960年（昭和35年）に製造されたもので、呉市電1000形の同系車である。台車も1000形のナニワ工機NK-21を改良したNK-21Aで外観上は前照灯・標識灯位置、それに車掌台部側窓以外ほぼ同一である。冷房改造され長く使用されたが、超低床車2100形の増備により2005年（平成17年）までに廃車となった。
呉市交通局2000形 2001 - 2003
1961年（昭和36年）に製造された1000形の増備車である。ワンマン化に伴うサービス低下の補償策として、汽車会社が開発したエコノミカル・トラックに類似の1自由度系空気ばね台車であるNK-52を装着する。呉市電廃止後は2両が仙台市電に譲渡（モハ2000形）され、1976年（昭和51年）の同市電廃止まで使用された。
伊予鉄道モハ50形 65 - 69
1962年（昭和37年）に製造された増備車で、運転台側乗降扉が2枚引戸から1枚引戸に、車掌台側窓が呉市1000形と同様の引き違い窓に、そして車内の座席配置が変更された以外は台車を含め共通設計である。このグループも冷房改造されているが、モハ2100形の増備により廃車が進行している。
伊予鉄道市内線では、その後1964年（昭和39年）と1965年（昭和40年）に帝国車輌製の70 - 78を追加しているが、この9両は同様のデザインながら従来の鉄道車両工法に戻り、溶接組み立て・補強リブなし外板となった。